# Struthio camelus australis
El avestruz de cuello azul (Struthio camelus australis) es una subespecie de avestruz que habita el sudoeste de África.

## Características
Esta subespecie se distingue por tener en ambos sexos el cuello y las patas de color gris, en lugar de los tonos más rojizos de las otras subespecies.

## Importancia económica
Esta es la subespecie más aprovechada por su plumaje, su explotación constituye una industria muy remunerativa en muchos puntos del continente africano, por lo que se le caza solo por sus plumas, siendo más valiosas las del macho (por ser negras brillantes) que las de las hembras (más grises blanquecinas).

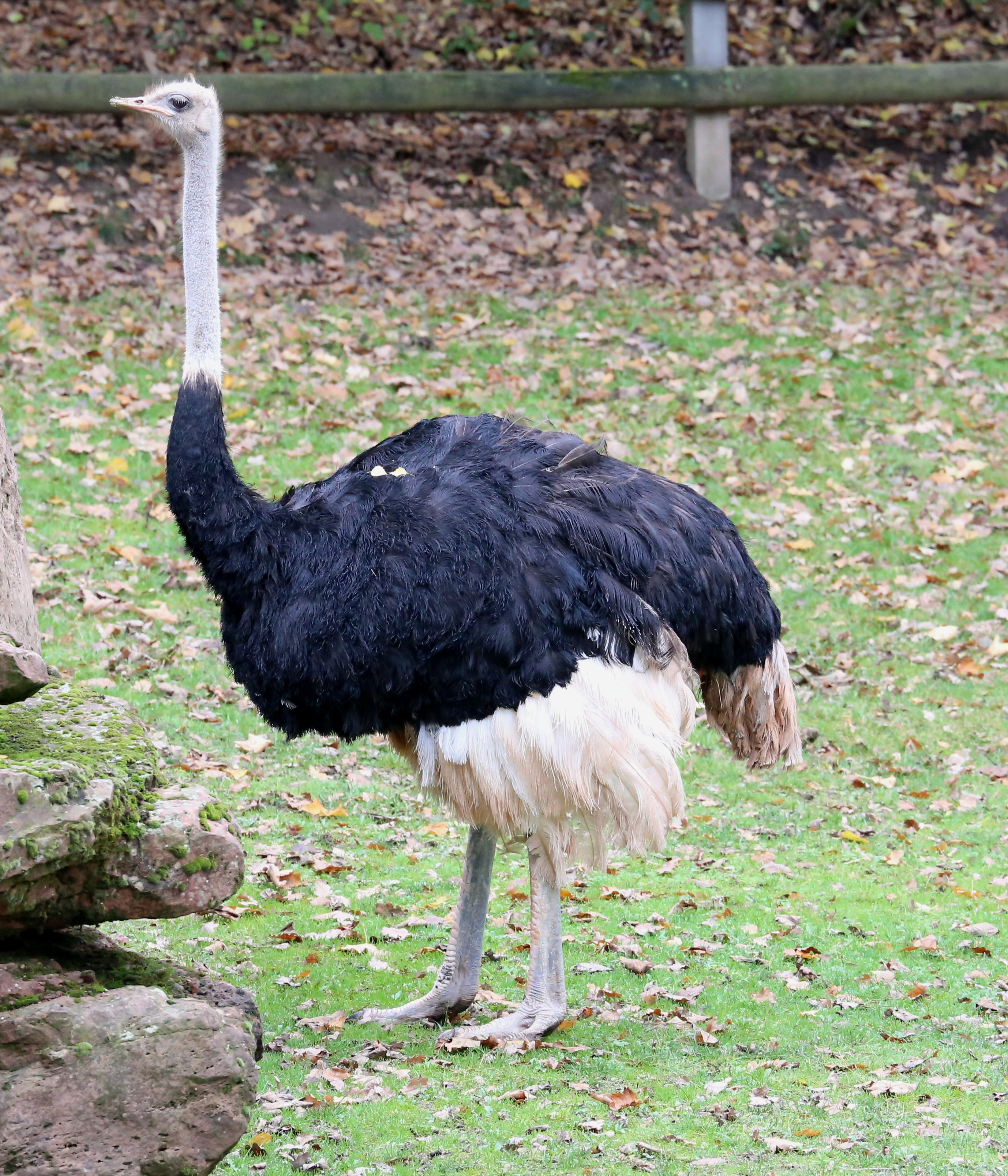
Avestruz de cuello azul en un zoológico